# Elaphoglossum longius
Elaphoglossum longius är en träjonväxtart som beskrevs av John T. Mickel. Elaphoglossum longius ingår i släktet Elaphoglossum och familjen Dryopteridaceae. Inga underarter finns listade.